# Szaroń

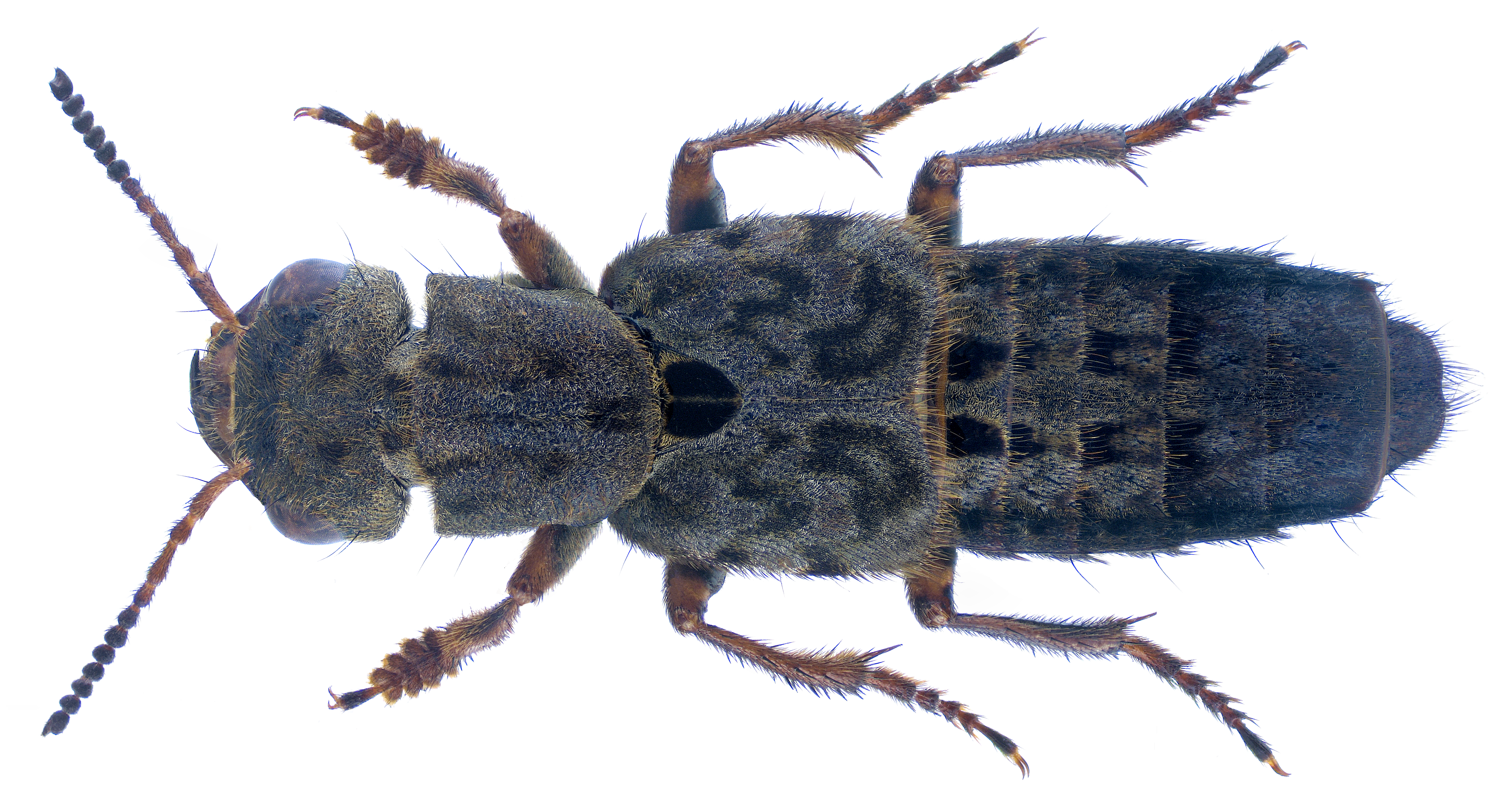
Ontholestes tessellatus

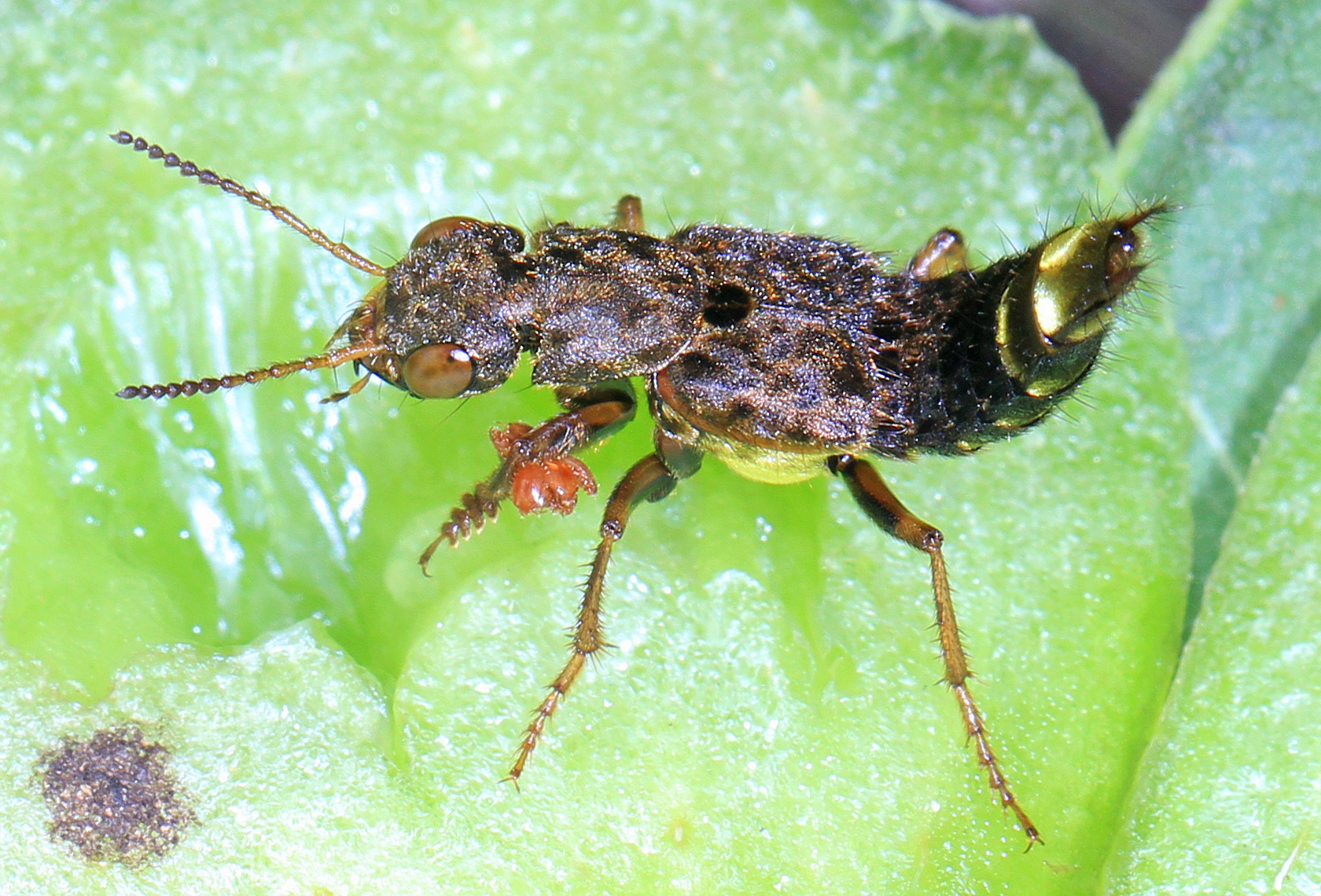
Ontholestes cingulatus

Szaroń (Ontholestes) – rodzaj chrząszczy z rodziny kusakowatych i podrodziny kusaków.
Rodzaj ten został wprowadzony w 1895 roku przez Ludwiga Ganglbauera.
Chrząszcze o wydłużonym, marmurkowo owłosionym ciele. Głowę mają prawie czworokątną w zarysie, trochę szerszą niż dłuższą, zaopatrzoną w duże i nieprzesunięte na jej grzbietową stronę oczy oraz smukłe i nierozszerzone ku szczytowi czułki. Głaszczki szczękowe mają człon ostatni węższy i krótszy od poprzedniego, trochę zwężony ku szczytowi, zaś ostatni głaszczków wargowych tak długi jak przedostatni, ale mniej od niego szeroki. Przedplecze ma przednie kąty wyciągnięte w ostre wyrostki. Ponadto przedtułów cechuje się słabo zesklerotyzowanymi epimerami trójkątnego kształtu oraz krawędzią górną epipleury przedplecza połączoną z jej krawędzią dolną w okolicy nasady bioder przednich odnóży. Śródpiersie ma listewkę środkową i zaokrąglony na wierzchołku wyrostek międzybiodrowy. Przednia para odnóży ma u obu płci silnie rozszerzone stopy i kolczaste golenie.
Kusaki te bytują w pryzmach kompostu, odchodach, rozkładających się grzybach i przy wyciekającym z drzew soku. Żerują na larwach różnych owadów, zwłaszcza muchówek.
Przedstawiciele rodzaju występują w krainach: palearktycznej, nearktycznej, orientalnej, neotropikalnej i etiopskiej. W Polsce stwierdzono 3 gatunki (zobacz też: kusakowate Polski)
Należy tu ponad 30 opisanych gatunków:

- Ontholestes africanus (Bernhauer, 1904)
- Ontholestes asiaticus Smetana, 1959
- Ontholestes aurosparsus Fauvel, 1895
- Ontholestes borneensis Cameron, 1942
- Ontholestes brasilianus Bernhauer, 1906
- Ontholestes callistus Hochhuth, 2012
- Ontholestes chalcopygus (Hochhuth, 1849)
- Ontholestes cingulatus (Gravenhorst, 1802)
- Ontholestes dieckmanni Smetana, 1958
- Ontholestes elegans Cameron, 1938
- Ontholestes gracilentus Cameron, 1951
- Ontholestes gracilis Sharp, 1874
- Ontholestes hairaerensis Li & Chen, 1993
- Ontholestes haroldi (Eppelsheim, 1884)
- Ontholestes holdhausi Bernhauer, 1913
- Ontholestes hayashii Li, 1992
- Ontholestes inauratus Mannerheim, 1830
- Ontholestes louwerensi Cameron, 1936
- Ontholestes marginalis (Gené, 1836)
- Ontholestes marmoratus (Erichson, 1840)
- Ontholestes moluccarum (Fauvel, 1878)
- Ontholestes murinus Linnaeus, 1758 – szaroń muchołap
- Ontholestes napoensis Zhuo Yang, Hong-Zhang Zhou, 2012
- Ontholestes oculatus Sharp, 1874
- Ontholestes orientalis Bernhauer, 1906
- Ontholestes paramurinus Li & Chen, 1993
- Ontholestes proximus Kirshenblat, 1936
- Ontholestes rosti Bernhauer,
- Ontholestes simulator Kirshenblat, 1936
- Ontholestes superbus Bernhauer, 1915
- Ontholestes tenuicornis Kraatz, 1859
- Ontholestes tessellatus Geoffroy, 1785 – szaroń pospolity
- Ontholestes variegatus Cameron, 1932
- Ontholestes xinqiaoensis Zhuo Yang, Hong-Zhang Zhou, 2012